# Fiat 242
Fiat 242 – samochód dostawczy typu van produkowany przez włoski koncern motoryzacyjny FIAT w latach 1974–1987.

## Historia i opis modelu

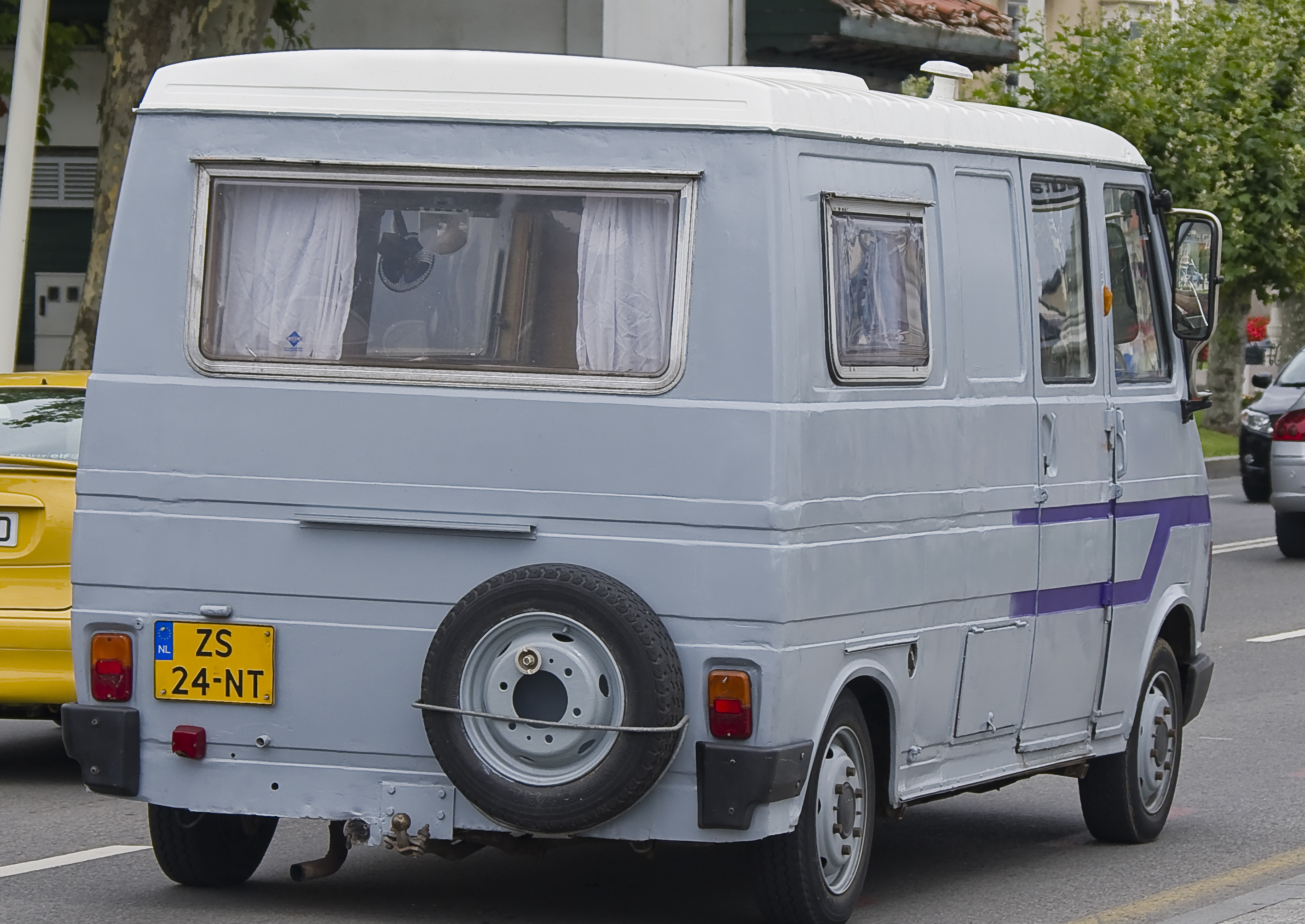
Fiat 242 z 1983 roku - tył

Samochód ten zbudowany został w wyniku współpracy Fiata z francuskim Citroënem, który na terenie Francji sprzedawany był jako Citroën C35. Do 1987 roku oba modele produkowane były we Włoszech, następnie produkcję przeniesiono do Chausson we Francji. Stało się to po zaprzestaniu produkcji modelu 242 przez Fiata.